# Соледарская городская община
Соледарская городская общи́на (укр. Соледарська міська громада) — территориальная община в Бахмутском районе Донецкой области Украины.
Административный центр — город Соледар. Население по данным на 2021 год составляло 21 604 человека. Площадь — 592,1 км².

## Населённые пункты
В состав общины входит город Соледар, 32 села:
- Бахмутское
- Берестовое
- Белогоровка
- Благодатное
- Бондарное
- Василевка
- Васюковка
- Весёлое
- Владимировка
- Голубовка
- Диброва
- Дубово-Василевка
- Зализнянское
- Краснополевка
- Липовка
- Липовое
- Николаевка
- Миньковка
- Никифоровка
- Орехово-Василевка
- Пазено
- Парасковиевка
- Пилипчатино
- Приволье
- Раздоловка
- Сакко и Ванцетти
- Стряповка
- Триполье
- Фёдоровка
- Фёдоровка Вторая
- Хромовка
- Яковлевка

и 4 посёлка:
- Выемка
- Нагорное
- Подгородное
- Спорное